# Urophyllum hexandrum
Urophyllum hexandrum är en måreväxtart som beskrevs av Carl Ernst Otto Kuntze. Urophyllum hexandrum ingår i släktet Urophyllum och familjen måreväxter. Inga underarter finns listade i Catalogue of Life.